# Norman Borlaug
Norman Ernest Borlaug  est un agronome américain, né le 25 mars 1914 à Cresco (Iowa) et mort le 12 septembre 2009 à Dallas (Texas). Considéré comme le « père » de la Révolution verte, il a reçu le prix Nobel de la paix en 1970.

## Biographie
Norman Borlaug est né à Cresco, petite ville de l'Iowa dans la ceinture de maïs, une grande zone agricole américaine. En 1944, son doctorat de pathologie végétale de l'université du Minnesota en poche, il s'est associé à un projet de recherche au Office of Special Studies qui deviendra plus tard le Centre international d'amélioration du maïs et du blé, situé dans la périphérie de Mexico.
Mandaté en 1959 par la Fondation Rockefeller pour sélectionner des variétés de blé pour les milieux tropicaux, il proposa les variétés à haut rendement 'Lerma Rojo 64' et 'Sonora 64', basées sur la variété de blé Norin 10 et des variétés traditionnelles mexicaines permettant de tripler les rendements de cette céréale.
Le Mexique pouvait désormais couvrir ses propres besoins dans ce domaine. Plus tard, le Dr Borlaug a transféré ce blé à haut rendement et résistant à la maladie en Asie du Sud. Ses méthodes de croisement de variétés de blé n'allaient pas tarder à être introduites au Moyen-Orient et en Afrique du Nord par des scientifiques qui avaient travaillé avec lui au Mexique.
Ces semences ont en 1970 sauvé un milliard de Pakistanais et d'Indiens de la famine[réf. nécessaire]. Selon les propres calculs de Norman Borlaug, elles ont permis de pratiquement doubler la production de blé de l'Inde et du Pakistan entre 1965 et 1970, soit une hausse de plus de 11 millions de tonnes.
Ces années sont en effet considérées comme « la plus grande période de production vivrière de l'histoire de l'humanité », selon Kenneth Quinn, président de la World Food Prize Foundation.
Ces résultats lui valurent le prix Nobel de la paix en 1970.
Depuis 1984, il travaillait à l'université A&M du Texas. En 1986, Norman Borlaug a commencé à travailler avec l'association Sasakawa Africa qui vise à éliminer la malnutrition et la pauvreté en Afrique et a créé le World Food Prize, décerné chaque année à ceux qui contribuent de façon significative à la qualité, à la quantité et à la disponibilité des vivres dans le monde.
En mars 2009, il a réuni à Mexico 300 experts internationaux en agronomie. Il s'agissait d'échanger les dernières informations tirées de leurs collaborations et de se pencher sur les signes de la présence d'une souche virulente de rouille du blé identifiée en 1999 en Ouganda et qui risquait de se propager.
Décédé des suites d'un cancer, il était père de deux enfants. Son épouse Margaret est décédée en 2007.

## Hypothèse de Borlaug
Cette hypothèse indique qu’une augmentation de la productivité agricole à l’hectare permet de réduire les surfaces cultivées. Le fait de minimiser les nouvelles surfaces cultivées grâce à cette augmentation des rendements sur les surfaces existantes est appelée « hypothèse de Borlaug » (ou Land sparing), du nom de celui qui fut considéré comme un des pères de la révolution verte menée à partir de la fin des années 1960 au Mexique puis étendue à l'Asie durant les décennies suivantes.
Considérée sous l’angle de l’économie, l’hypothèse de Borlaug peut donc être reformulée comme suit : l’augmentation des rendements, et par suite de la production à l’hectare, conduit à une baisse du prix des denrées agricoles en raison du surcroît d’offre relativement à la demande, donc de la rentabilité à l’hectare, et enfin conduit à un ajustement de l’offre par une moindre croissance des surfaces cultivées.
Autrement dit, de meilleurs rendements conduisent à une baisse des prix et à de moindres investissements. Cette trame de base, logique et simple, peut se décliner de multiples façons. De nombreux raffinements sont possibles. À titre d’exemple, les facteurs de production (capital, travail, terre...) peuvent être distingués, car le fait d’utiliser plus de capital ou plus de main d’œuvre génère des décisions ultérieures d’investissement contrastées. Les prix sont aussi éventuellement modifiés artificiellement par l’intervention des autorités compétentes. Les velléités d’investissement public dans des infrastructures de transport jouent un rôle crucial. En bref, de très nombreuses variables influent fortement sur la capacité et la volonté des agriculteurs d’augmenter les surfaces cultivées.

### Deux niveaux d’analyse, micro et macro
Pour aborder cette complexité, on peut de manière schématique considérer deux niveaux d’analyse de l’expansion agricole en fonction des rendements : le niveau microéconomique et le niveau macroéconomique.
Le niveau microéconomique est celui de l’exploitation, où les décisions de mise en culture sont prises par des agents supposés rationnels et bien informés – ce qui constitue, soit dit en passant, des hypothèses fortes et rarement vérifiées en pratique, d’autant plus dans le monde en développement. En effet, d’une part l’information n’est pas toujours disponible, et d’autre part ces agents doivent tenir compte de multiples contraintes et objectifs liés à leur survie immédiate. 
Dans la configuration de marchés parfaits, avec la possibilité d’écouler le surcroît de production, la théorie indique que le progrès technologique a généralement pour effet de générer de nouvelles mises en culture et donc plus de déforestation. C’est ce qui s’est toujours passé dans le cas de « booms de commodités » pour les marchés d’exportation, comme les bananes en Équateur (Wunder 2003), le cacao en Côte d’Ivoire (Ruf 2003), le soja au Brésil et en Bolivie (Kaimowitz and Smith 2003). Il s’agit alors d’une tendance qui va apparemment à l’encontre de l’hypothèse de Borlaug.
Dans le cas de marchés imparfaits, cas le plus fréquent et plus proche de la réalité sur le terrain, plusieurs facteurs sont susceptibles de freiner cette tendance à l’expansion. Il peut s’agir d’une rareté ou pénurie des facteurs de production localement (main d’œuvre disponible par exemple, mais aussi capital financier en raison de l’éloignement et des risques des zones rurales), de l’existence de forts coûts de transaction pour l’adoption d’un nouvel itinéraire technique, de la présence de risques suffisamment élevés pour peser sur les décisions d’investissement ou de prêt, liste non-exhaustive où les exemples sont très nombreux.
Le niveau macroéconomique est celui du fonctionnement du système global, que l’on peut envisager à l’échelle d’un pays. Pour les économistes, cela se traduit par la question de l’équilibre général. L’adoption d’un nouvel itinéraire technique agricole a ainsi des répercussions sur l’économie, lorsque son adoption se fait à une échelle suffisamment grande pour changer les termes de l’équation offre/ demande, ou encore pour modifier les termes de l’échange lorsque les produits sont exportés. Ces répercussions consistent par exemple en un changement des prix relatifs des produits finis ou des intrants, ainsi que de la rentabilité de l’agriculture. Mais cela va au-delà, et les questions des migrations humaines jouent aussi un rôle crucial : par le déplacement de populations disponibles, soit pour être recrutés dans des tâches agricoles, soit pour se lancer directement dans des investissements additionnels.
Au niveau macroéconomique, il est un facteur décisif: l’élasticité de la demande. En effet, l’exposé simple de l’hypothèse de Borlaug repose sur une demande fixée au départ. Satisfaire cette demande permettrait donc, apparemment, de se passer de nouvelles mises en culture car le surcroît de production n’aurait pas de débouchés. Mais la théorie économique remet en question cette demande fixe. En réalité, il est avéré que la manière dont cette demande est satisfaite va déterminer son évolution : soit le niveau initial est atteint par une augmentation de la production à coûts constants, et alors le niveau de la demande ne devrait pas varier (toutes choses égales par ailleurs) ; soit le niveau initial est atteint par des gains de productivité, déclenchés parles nouveaux itinéraires techniques, et alors la baisse des prix (due à une baisse des coûts de production) va générer une augmentation mécanique de la demande. En effet, la demande est fonction des prix, et augmente lorsque les prix baissent. Ce phénomène est appelé « l’effet rebond », car la demande rebondit (elle augmente) lorsque les nouveaux itinéraires techniques permettent des gains de productivité et les baisses de prix associées dans un marché hautement concurrentiel. Cette réactivité de la demande est appelée « élasticité » par les économistes. Une demande insensible aux fluctua- tions de prix est dite « inélastique ». Ce cas bien particulier ne sera vérifié en pratique que pour des biens relevant de besoins essentiels ou pour une demande déjà saturée. Par exemple, une baisse du prix de la viande va générer une augmentation de la demande de viande, mais jusqu’à un certain point au-delà duquel la consommation ne peut plus augmenter.
Un autre facteur important, pour mieux comprendre les fondements et faiblesses de l’hypothèse de Borlaug, est la diversification de la production. Les produits agricoles sont extrêmement divers, bien que la production alimentaire se soit progressivement concentrée autour d’un nombre d’espèces plus limité. En dehors du fait que l’agriculture produit aussi des biens non alimentaires (de l’huile pour les cosmétiques, du coton pour le textile, ou des agro-carburants par exemple), la production alimentaire peut se diversifier très largement jusqu’à créer une nouvelle demande. Tout ne se résume pas à une histoire de protéines et de produits de base, et le « superflu » – c’est- à-dire les produits alimentaires non essentiels et consommés en sus des besoins alimentaires quotidiens – peut aussi jouer un rôle significatif dans la production. Beaucoup dépend donc du type d’innovation et de produit concernant les nouveaux itinéraires techniques.
Dans ce contexte de diversification, l’hypothèse de Borlaug peut théoriquement être vérifiée pour chaque type de produit agricole ; cependant il devient alors très difficile de faire la part des choses entre l’expansion agricole résultant de cette diversification, et la moindre expansion agricole pour chaque produit résultant de l’augmentation de la productivité.

## Distinctions
Outre le prix Nobel de paix, il a été décoré de la médaille présidentielle de la Liberté et de la médaille d'or du Congrès par les États-Unis, la Padma Vibhushan par l'Inde ainsi que d'autres distinctions au niveau national et universitaires.
En 1999, le magazine Time l'a nommé parmi les cent intellectuels les plus influents du XXe siècle.